# Тропа
Тропа́ — лінійна залізнична станція Куп'янської дирекції Південної залізниці на лінії Куп'янськ-Вузловий — Тропа.
Розташована у Донецькій області поблизу села Кримки Лиманської міської громади Донецької області між станцією Святогірськ (7 км) та зупинним пунктом Яцька (5 км).
На станції зупиняються місцеві потяги.